# Groenrugtangare
De groenrugtangare (Bangsia edwardsi) is een zangvogel uit de familie Thraupidae (tangaren).

## Verspreiding en leefgebied
Deze soort komt voor in zuidwestelijk Colombia en noordwestelijk Ecuador.